# سفارة أذربيجان في تركيا
سفارة أذربيجان في تركيا هي أرفع تمثيل دبلوماسي لدولة أذربيجان لدى تركيا. تقع السفارة في أنقرة وهي تهدف لتعزيز المصالح الأذربيجانية في تركيا.

## وصلات خارجية
- قائمة سفارات أذربيجان
- قائمة السفارات في تركيا